# Sikorz (gmina)
Sikorz – dawna gmina wiejska istniejąca w XIX wieku w guberni płockiej. Siedzibą władz gminy był Sikorz (obecnie Sikórz).
Za Królestwa Polskiego gmina Sikorz należała do powiatu płockiego w guberni płockiej.
Brak informacji o dacie likwidacji gminy, lecz w wykazie z 1887 roku gmina jest już zniesiona, a Sikorz należy do gminy Brwilno.